# Fulham Football Club
Il Fulham Football Club è una società calcistica inglese, con sede nell'omonimo quartiere di Londra. Milita in Premier League, la massima serie del campionato inglese di calcio; disputa le proprie partite casalinghe nello stadio Craven Cottage, impianto da 26 000 posti a sedere.
Il Fulham è la più antica tra tutte le compagini calcistiche di Londra, essendo stato fondato nel 1879 da parte di un gruppo di fedeli della Chiesa anglicana di Kensington. Nel 2002 vinse l'unico trofeo maggiore della sua storia, la Coppa Intertoto, e si qualificò per la prima volta alla Coppa UEFA; nel 2010 raggiunse la finale dell'Europa League, persa per 1-2 contro gli spagnoli dell'Atlético Madrid ai tempi supplementari.

## Storia

### Primi anni
Il Fulham venne fondato nel 1879 da fedeli della Chiesa anglicana di St. Andrew in Star Road, West Kensington con il nome di Fulham St Andrew's Church Sunday School F.C., per coinvolgere il crescente numero di fedeli, già impegnati soprattutto nel cricket,  nel nuovo sport del calcio che stava acquisendo crescente popolarità in tutto il paese. Una targa posta presso la chiesa commemora tutt'oggi la fondazione della squadra, che nel 1888 divenne semplicemente Fulham FC. Nel 1887 vinse la West London Amateur Cup e nel 1893 la neonata West London League – agli albori delle competizioni calcistiche per club. Nel 1898 avvennero i passaggi al professionismo e alla Southern League. Un passaggio fondamentale vide il Fulham trasferirsi, nel 1896, a Craven Cottage dopo un girovagare tra otto diversi impianti.
Nei primi anni, fino al 1901, la maglia fu bianco-rossa in due metà, come i Blackburn, ma col rosso al posto del blu, poi in stile Arsenal, abbinata dapprima a pantaloncini blu e in seguito bianchi. Nel 1901 si ebbe il cambio definitivo e si optò per maglia bianca e pantaloncini neri poi sempre mantenuta salvo sporadiche eccezioni. Nel corso degli anni successivi comparirà del rosso, soprattutto nei calzettoni, in ricordo dei colori originali. Nel 1905-1906 e 1906-1907 arrivarono due titoli di Southern League. Il 1907 coincise anche con l'adesione alla Football League e una semifinale di FA Cup in cui i Cottagers vennero battuti per 6-0 dal Newcastle United. Essendo un club piuttosto vincente, l'uomo d'affari Gus Mears, dopo aver acquistato lo Stamford Bridge Athletics Stadium provò a portarci a giocare proprio il Fulham, ma il rifiuto dell'allora proprietario Henry Norris convinse Mears a crearsi una propria squadra, che sarà il Chelsea Football Club.

### Grande Guerra
Dal 1907 al 1928 i Cottagers giocarono in Second Division, la seconda serie; alla fine della stagione 1927-1928 retrocessero però in Third Division South, creata nel 1920, da cui risalirono solo al termine della stagione 1931-1932 per trascorrere poi altri diciassette anni in Second Division (con l'intermezzo doloroso della guerra). Nel frattempo un'altra semifinale di FA Cup, persa nel 1936 contro lo Sheffield United al Molineux di Wolverhampton, interruppe i sogni di gloria del Fulham, che poteva vantare giocatori nel giro delle nazionali come Albert Barrett e Len Oliver (nato a Fulham, peraltro), entrambi con una presenza nell'Inghilterra nel 1929. In questi anni il Fulham passò alla storia sia per avere schierato il primo giocatore straniero in Football League (l'egiziano Hussein Hegazi) sia per il primo giocatore a trasferirsi all'estero, John Fox Watson (1917–1976) che nel 1948 lasciò Craven Cottage direzione Real Madrid. Fu anche la prima squadra a vendere hot dog sugli spalti (1926).

### Anni 1950
Il 1949 vide finalmente i Cottagers esordire nella massima serie del calcio inglese, peraltro senza eccellere nei risultati, ma il traguardo era comunque storico per i discendenti dei giovani anglicani della domenica. La retrocessione arrivò nel 1952, il ritorno in massima serie nel 1959, un intermezzo che vide la terza semifinale di FA Cup nella storia del club (1958) condita dalla terza sconfitta, 2-2 a Villa Park e 3-5 nel replay giocato a Highbury contro il Manchester United. Il ritorno in Division 1 durò, questa volta, più a lungo, nove anni per l'esattezza fino alla nuova retrocessione avvenuta nel 1968. È in questi anni che costruì la sua carriera quello che è considerato il più grande giocatore ad aver indossato la casacca bianca e i pantaloncini neri del Fulham: Johnny Haynes, chiamato "Mr. Fulham" o "The Maestro". Nato a Kentish Town, Camden, firmò in giovane età per i Cottagers, di cui divenne ben presto capitano e con cui collezionò 657 presenze totali, di cui 594 in campionato. Primo giocatore a guadagnare 100 sterline a settimana, giocò anche in Nazionale, collezionando 56 presenze e capitanando i Leoni inglesi 22 volte, salvo saltare per infortunio i vittoriosi Mondiali del 1966. Considerato un'icona, la sua statua campeggia fuori Craven Cottage dopo la morte avvenuta nel 2005 a causa di un incidente stradale.

### Anni 1960
Dopo un paio di mediocri stagioni in Second Division, il club raggiunse le semifinali di FA Cup nel 1958 e conquistò di slancio la promozione in prima divisione nella stagione successiva. Unitosi al Fulham nel 1958, Graham Leggat, segnò 134 gol in 277 presenze (quinto cannoniere di tutti i tempi del club). Nella stagione 1959-1960 fu raggiunta la decima posizione nella prima divisione, migliore posizione raggiunta in campionato fino al nono posto nella stagione 2003-04. A questo si accompagnò un'altra apparizione in semifinale di FA Cup nel 1962. In questo periodo la squadra giocava regolarmente di fronte a ben 30.000 spettatori al Craven Cottage, pur non lottando nella serie maggiore.
Il club evitò in modo rocambolesco diverse volte la retrocessione, la più clamorosa nel 1965-66 quando, adagiato sul fondo della classifica, intraprese una corsa incredibile battendo tutte le squadre della parte alta: all'alba del 26 febbraio 1966, il Fulham aveva raccolto appena 15 punti in 29 partite. Le ultime 13 partite videro i Whites vincerne nove e pareggiarne due per raggiungere la salvezza. La retrocessione arrivò nella stagione 1967-68 dopo sole 10 su 42 partite ma una catastrofe anche peggiore arrivò la stagione successiva quando le vittorie furono solo 7 su 42 incontri. Il club fu nuovamente retrocesso in terza divisione.
Fu questa l'era del singolo giocatore più influente nella storia del Fulham, Johnny Haynes. È l'unico giocatore a cui sia stata intitolata una tribuna del Craven Cottage. "Mr. Fulham" or "The Maestro," come Haynes divenne noto in seguito, firmò per i Cottagers ai tempi della scuola nel 1950, esordendo in squadra il giorno di Santo Stefano del 1952 contro il Southampton in casa. Haynes giocò per altre 18 stagioni, mettendo a ruolo 657 presenze e 157 goal, delle quali l'ultima fu il 17 gennaio 1970. È da molti considerato il più forte giocatore nella storia del Fulham, è il primo a essere citato nel sito ufficiale della società ed è stato votato come numero uno di sempre in un sondaggio della BBC poll. Nonostante le pressanti richieste di altre squadre, tra cui Arsenal e Milan, non giocò in nessun'altra squadra britannica ma passò al Durban City in Sudafrica. Pur militando in seconda divisione, indossò la maglia della nazionale inglese per 56 volte segnando 18 reti. La sua carriera fu segnata da un incidente stradale a Blackpool nel 1962, i cui postumi non gli consentirono di recuperare la precedente forma fisica e gli costarono la convocazione per i vittoriosi mondiali del FIFA World Cup 1966. La tribuna di Stevenage Road Stand gli è stata dedicata dopo la sua morte in un altro incidente stradale nel 2005.

### Anni 1970
Il confino in Third Division durò solo due stagioni prima che il club venisse promosso di nuovo alla seconda divisione nel 1970-71. Grazie a questo risultato il Fulham fu invitato alla Coppa Anglo-Italiana, in cui il club pareggiò quattro su quattro partite nelle due apparizioni tra il 1972 e il 1974. Da qui in poi cominciò un periodo di acquisti di alto profilo per il club alla metà degli anni 1970, tra cui Alan Mullery e Bobby Moore, ma la sola ricompensa di questo sforzo fu una finale di FA Cup nel 1975, dopo aver vinto la prima semifinale in cinque tentativi, persa poi contro il West Ham. Questo diede la qualificazione del club alla Anglo-Scottish Cup, dove fu sconfitto in finale contro il Middlesbrough.
Nell'era di maggior splendore arrivò anche George Best che giocò con i Cottagers per quarantasette partite nella stagione 1976-1977. Rodney Marsh, cresciuto all'interno del Fulham ma trasferito nel 1960, tornò al suo club di origine nella stessa stagione ma fu schierato solo per sedici partite.

### Anni 1980
Nella stagione 1979-80 la squadra subì una nuova retrocessione avendo vinto solo undici incontri su quarantadue, con il conseguente licenziamento dell'allenatore Robert Campbell sostituito da Malcolm Macdonald. Durante il suo incarico nel periodo 1980-1984, con una squadra forte con giocatori del calibro di Ray Houghton, Tony Gale, Paul Parker, Gerry Peyton e Ray Lewington, raggiunse ancora una volta la promozione nel 1981-82 tornando in Second Division, anche se la gioia per la promozione venne funestata dalla notizia del suicidio dell'ex difensore Dave Clement poche settimane prima della conquista della promozione.
Nel 1980 il Fulham fondò un club di rugby a 13 (l'attuale London Broncos), col progetto di essere un flusso supplementare di reddito ma questo si staccò definitivamente dalla società nel 1984.
Durante questo periodo, nel 1978 il Fulham ingaggiò il gallese Gordon "Ivor" Davies che, durante i suoi due periodi nei Cottagers (1978-1984 e 1986-1991) divenne il miglior marcatore del club di tutti i tempi con un totale di 178 gol in tutte le competizioni; record ancora imbattuto. Fulham mancò di poco la promozione in First Division, perdendo 1-0 contro il Derby County in trasferta all'ultima giornata della stagione 1982-83, anche se la partita venne sospesa all'88º minuto a causa di una invasione di campo e il tempo mancante non venne recuperato. Tuttavia, a causa delle precarie condizioni finanziarie, vennero ceduti tutti i migliori talenti, e quindi non fu una sorpresa quando il club retrocesse nuovamente alla Third Division nel 1986. L'attività fu quasi cessata nel 1987, lo stesso anno in cui saltò un azzardato tentativo di fusione con il Queens Park Rangers. Solo grazie all'intervento dell'ex giocatore di Jimmy Hill, fu permesso alla società di restare in attività come Fulham FC 1987 Ltd. Nel 1987 si registrò anche una delle più lunghe serie di rigori: ci fu bisogno di ventotto tiri dal dischetto per decidere il vincitore tra il Fulham e l'Aldershot in una partita valida per il Freight Rover Trophy.

### Anni 1990
Nel 1992 la creazione della Premier League vide il Fulham destinato alla Seconda Divisione. Tuttavia il club retrocesse nella nuova terza divisione dopo una brutta stagione 1993-94, dopo la quale Ian Branfoot venne nominato team manager. Nell'estate del 1997, la società venne acquistata per 6,25 milioni di sterline dall'imprenditore egiziano Mohamed Al-Fayed, al tempo famoso in tutto il mondo per la gestione dei grandi magazzini Harrods a Londra, che ne assunse la presidenza.

### Anni 2000
All'inizio del III millennio il Fulham ha alzato il tasso tecnico della propria formazione acquistando giocatori di buona qualità come Danny Murphy, Andy Johnson e Damien Duff. Nella stagione 2007-2008 il Fulham ha conquistato la salvezza nelle ultime giornate compiendo quella che è stata definita The Great Escape. Nella stagione 2008-2009 la squadra ha conquistato la partecipazione alla nuova UEFA Europa League raggiungendo il 7º posto davanti a squadre importanti come il Manchester City, il Tottenham Hotspur e il West Ham United.
Nel 2009-2010 il Fulham ha vissuto la stagione più fruttuosa della sua storia. In campionato si è piazzato dodicesimo, ma ha brillato nella UEFA Europa League. Battuti i lituani del Vetra con un doppio 3-0 nel terzo turno preliminare, ha poi eliminato i russi dell'Amkar Perm' (3-2).
Nel girone E ha conquistato il secondo posto dietro la Roma e si è quindi qualificato ai sedicesimi di finale, dove ha avuto la meglio contro i campioni in carica dello Shakhtar Donetsk per 3-2. Agli ottavi ha affrontato una delle squadre più forti del torneo, la Juventus e, pur perdendo nella partita di andata a Torino per 3-1, a Londra ha ribaltato il risultato, vincendo per 4-1 e qualificandosi ai quarti di finale, dove ha trovato i neocampioni tedeschi del Wolfsburg. Anche questa volta si sono imposti i londinesi, vittoriosi con il punteggio complessivo di 3-1. In semifinale è stata la volta dei tedeschi dell'Amburgo. Alla HSH Arena la gara di andata è terminata 0-0, ma nel ritorno a Londra il Fulham ha sconfitto gli avversari per 2-1, conquistando, per la prima volta nella storia del club, una finale a livello continentale. Qui ha sfidato gli spagnoli dell'Atlético Madrid, che hanno prevalso per 2-1 dopo i tempi supplementari.

### Anni 2010
L'allenatore Roy Hodgson lascia il Fulham il 1º luglio 2010 per accasarsi al Liverpool, lasciando il posto al gallese Mark Hughes. Al termine della stagione 2010-2011 il Fulham, pur classificandosi ottavo in campionato, si qualifica per l'Europa League piazzandosi secondo nel UEFA Fair Play ranking. Al termine della stagione il tecnico gallese si dimette dalla guida tecnica della squadra, che è affidata all'olandese Martin Jol. Il tecnico olandese guida i suoi al nono posto nel campionato 2011-2012 e al dodicesimo posto nella stagione successiva.
Il 13 luglio 2013 la squadra viene acquistata per 200 milioni di sterline dall'imprenditore Shahid Khan, già proprietario dei Jacksonville Jaguars, squadra della National Football League.
La stagione 2013-2014 è una delle più deludenti della storia del Fulham. Si susseguono ben 3 allenatori: Martin Jol viene esonerato il 4 dicembre, sostituito da René Meulensteen. Il 14 febbraio, in seguito all'esonero di quest'ultimo, arriva Felix Magath. Il 3 maggio 2014 il Fulham retrocede in Football League Championship in seguito alla sconfitta per 4-1 in casa dello Stoke City, dopo tredici anni consecutivi trascorsi in massima serie (l'ultima volta in Championship era stato nel 2000-2001). La squadra termina il campionato al 19º posto, con 32 punti frutto di 9 vittorie, 5 pareggi e 24 sconfitte. I cottagers fanno registrare molti record negativi, come squadra con il maggior numero di sconfitte, maggior numero di reti subite (85 e 40 segnate) e peggior differenza reti (-45).
Nella stagione 2014-2015, in Championship, dopo l'esonero di Felix Magath il Fulham ingaggia Kit Symons, con cui la squadra non va oltre la diciassettesima posizione, con 52 punti. La stagione successiva è ancor più deludente (51 punti e ventesima posizione). Nel 2016-2017, invece, la compagine londinese cambia passo e grazie al sesto posto finale ottiene l'accesso ai play-off, anche se vede svanire il sogno della promozione in massima serie nel doppio confronto di semifinale con il Reading (1-1 casalingo seguito dalla sconfitta per 1-0 fuori casa). La delusione viene presto cancellata: nel 2017-2018 la squadra, guidata dal serbo Slaviša Jokanović, riesce a centrare la promozione in Premier League sempre passando per i play-off, dove ha la meglio su Derby County e Aston Villa (in campionato era giunta terza).
La stagione 2018-2019 comincia male: la squadra raccoglie solo cinque punti nelle prime dodici giornate, così Jokanović, con la squadra 
all'ultimo posto, è sollevato dall'incarico per far spazio, il 14 novembre, all'italiano Claudio Ranieri, che sarà, a sua volta, esonerato nel febbraio seguente e sostituito dell'allenatore dell'Under-18 Scott Parker. Malgrado il cambio, il club non riesce a risollevarsi: continuano ad arrivare risultati negativi e già il 2 aprile, in seguito alla sconfitta per 4-1 sul campo del Watford, il Fulham è condannato all'aritmetica retrocessione in Championship con ben cinque giornate di anticipo. Tuttavia, grazie alla striscia positiva di tre vittorie consecutive, seppure conseguite a retrocessione già consolidata, Scott Parker viene confermato nel ruolo di allenatore.

### Anni 2020
La stagione 2019-2020, con il Fulham tra i favoriti per la promozione diretta, inizia in modo inatteso con la sconfitta contro il neopromosso Barnsley. Nel prosieguo la squadra alterna momenti di gran forma a pause tanto improvvise quanto dannose per la classifica, rimanendo sempre indietro rispetto alle due posizioni di testa, che consentono la promozione diretta. In una di queste pause arriva l'eliminazione al primo turno giocato della Coppa di Lega contro il Southampton. In FA Cup, invece, la squadra elimina l'Aston Villa, club di massima serie, ma cede nettamente al quarto turno di fronte al Manchester City. Dopo la sospensione a marzo della stagione per via della pandemia di COVID-19, la ripartenza è drammatica: la squadra torna in campo a giugno, subendo subito due nette sconfitte contro Brentford e Leeds United, con cinque gol subiti e nessuno segnato. Ciononostante, grazie a cinque vittorie e due pareggi nelle ultime sette giornate, viene ottenuto il quarto posto, a soli due punti dalla seconda posizione. Nei play-off sarà eliminato il Cardiff City dopo un convulso finale della partita di ritorno a Londra, dove i gallesi vincono per 2-1 (0-2 all'andata) e attaccano inutilmente per trovare il gol della qualificazione. Il 4 agosto, in uno stadio di Wembley senza pubblico, va in scena come finale un nuovo West London Derby contro il Brentford: i tempi regolamentari scorrono senza grandi emozioni con uno sterile dominio dei Whites ma nei supplementari si scatena il capitano Joe Bryan, a segno con una beffarda punizione dalla trequarti (complice il cattivo piazzamento del portiere avversario) e poi in contropiede. Vano il gol di Henrik Dalsgaard a tempo scaduto. Il risultato consente ai Cottagers di vendicare la doppia sconfitta contro i Bees subita nei due scontri di campionato e di tornare immediatamente in Premier League.
Il campionato di Premier League 2020-2021 inizia in modo disastroso, con quattro sconfitte nelle prime quattro gare e un passivo che solo nell'incontro perso di misura con il Wolverhampton si limita a un gol. La difesa appare subito il reparto più critico, avendo subito undici reti in quattro partite. Alla delusione dell'avvio stagionale si aggiunge la vendetta del Brentford, che elimina i bianchi agli ottavi di finale della Coppa di Lega con un secco 3-0. Il cammino prosegue in modo deludente: molti pareggi, sconfitte e rari exploit (le vittorie esterne su Leicester City ed Everton) mantengono i Cottagers costantemente nei bassifondi della classifica. Il 10 maggio l'aritmetica condanna il Fulham alla retrocessione in Championship.
Nella stagione 2021-2022 il Fulham consegue un'immediata risalita in Premier League, assicurandosi il salto di categoria con tre giornate d'anticipo e aggiudicandosi poi anche la vittoria del campionato, trascinato dalle reti di Mitrović che, con 43 reti segnate, stabilisce il nuovo record stagionale per la serie cadetta inglese..

## Colori e simboli

### Colori

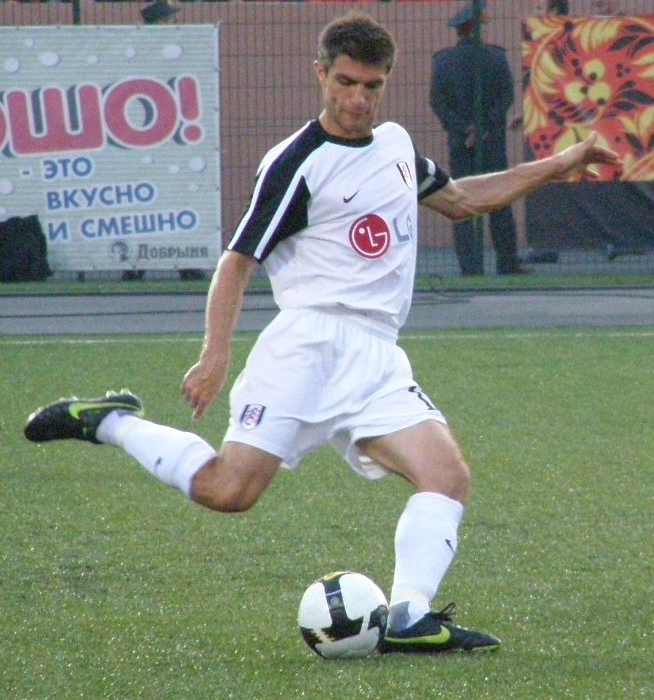
La prima maglia del Fulham

I colori sociali del Fulham, sin dalla sua fondazione, sono il bianco e il nero.
Nel 2009, i Cottagers hanno festeggiato i 130 anni di vita (il club, tra i più antichi di Londra, è stato fondato infatti nel 1879) e, per l'occasione, la società e l'allora sponsor tecnico Nike hanno preparato alcune maglie in edizione limitata con la scritta “130 years” sotto il logo ricamato del club. Non c'è nessun'altra differenza con la prima divisa solitamente utilizzata dai Cottagers: colore bianco, maniche nere con striscia bianca, colletto a girocollo nero.
Tra le divise inedite indossate dal Fulham si ricorda la terza maglia verde-oro della stagione 2010-2011, commemorativa dei 10 anni consecutivi trascorsi in Premier League, impresa mai riuscita nella storia dei londinesi. I Cottagers hanno presentato la nuova terza divisa per il 2010-2011 nel match in casa del West Bromwich Albion. Per celebrare questa ricorrenza lo sponsor Kappa e il Fulham hanno scelto dei colori inediti per il club: verde oliva e oro. Anche lo stemma tradizionalmente bianconero con le iniziali del club in rosso, si adatta alla divisa colorandosi di bianco e oro. Lo stesso discorso vale per lo sponsor "FxPro". Colori inediti ma non casuali: rendono omaggio a quelli istituzionali dei grandi magazzini Harrods, che dal 1985 al maggio del 2010 sono stati di proprietà del miliardario di origine egiziana Mohamed Al-Fayed, all'epoca presidente del Fulham. Un'altra particolare proposta di Kappa per il merchandising del Fulham è una maglia speciale dedicata ai tifosi in edizione limitata presentata con lo slogan “Go Tonal” in cui scudetto, sponsor tecnico e main sponsor si presentano argentati quasi indistinguibili dal bianco dello sfondo. In questo modo Kappa ha voluto isolare la pura essenza della prima maglia: bianca con colletto e risvolti neri.
La terza divisa della stagione 2011-2012, è caratterizzata da colori poco usuali al club: è composta da maglia dorata, calzoncini e calzettoni blu scuro. La maglia sarà disponibile solo in una versione speciale per i tifosi, con colletto a polo e arricchita dalla sagoma del giocatore simbolo della storia del club Johnny Haynes. Soprannominato The Maestro, è il recordman di presenze nel Fulham, nelle cui file ha militato per tutta la sua carriera tra gli anni ’50 e ’70.

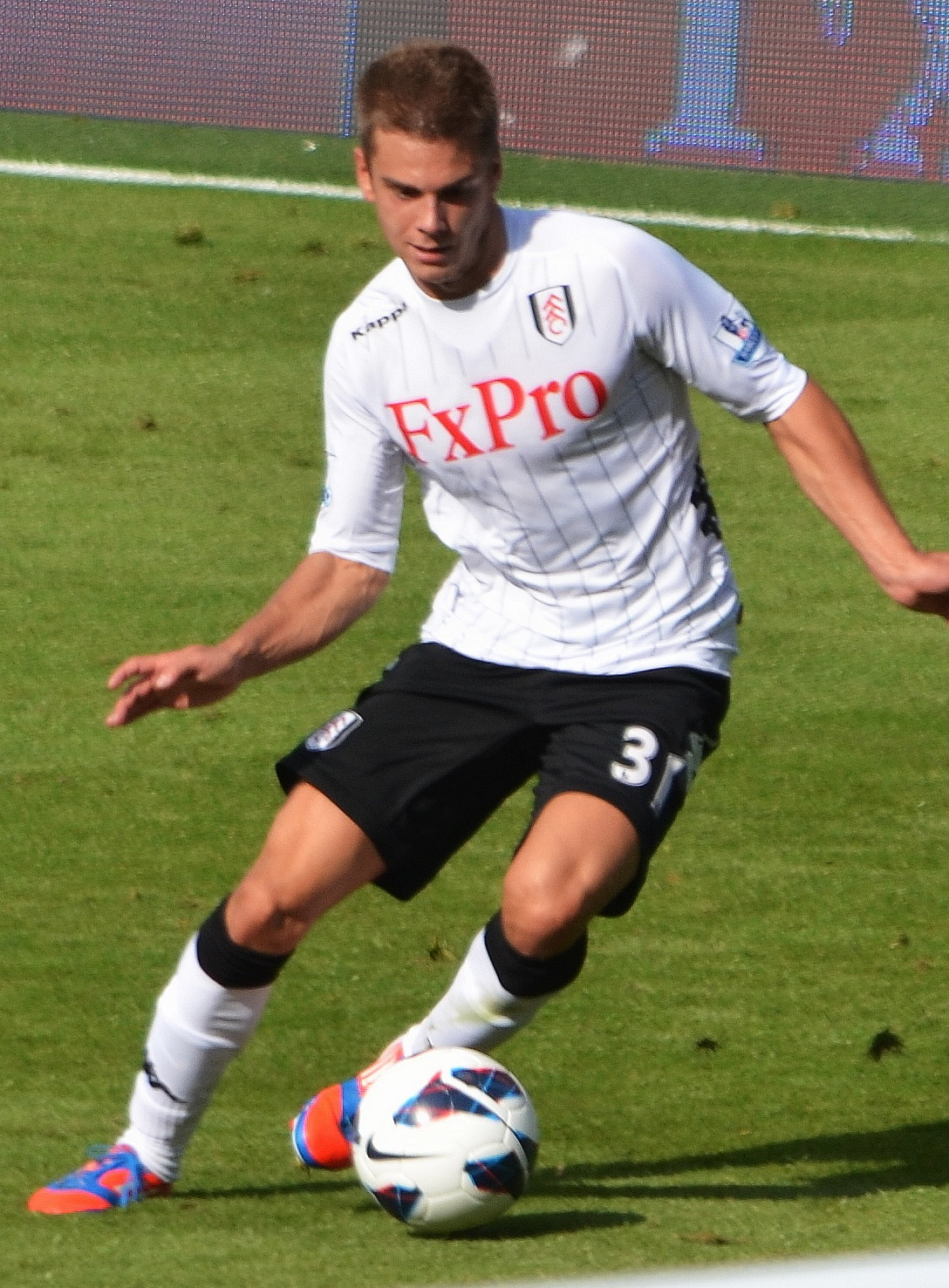
La versione casalinga della prima maglia della stagione 2012-2013

Per le maglie della stagione 2012-2013, elemento caratteristico della maglia home sono le sottili linee nere, che tornano sulle maglie dei Cottagers dopo 28 anni, quando lo sponsor tecnico era "Osca". In questa nuova versione, le righine nere sono presenti solo nella parte frontale, e si interrompono sul petto per lasciare spazio allo sponsor "FxPro". Il colletto è a girocollo bianco e sui fianchi sono presenti i grandi loghi neri della Kappa. Sul retro del collo sono ricamate in nero le iniziali del club, così come compaiono nello stemma. Tornano a essere neri i calzoncini, ovviamente con loghi Kappa in bianco e di grandi dimensioni ai lati. Calzettoni bianchi con risvolto nero. Sul retro sono presenti due striscette verticali nere, interrotte dal caratteristico "FFC". La divisa da portiere è di colore granata, la cui maglia potrebbe avvicinarsi di molto a quella del Torino per il 2012-2013. La maglia da trasferta è arancione, scelta che ha destato qualche perplessità tra i tifosi dei Cottagers sulla pagina Facebook ufficiale della squadra. Il colletto, le maniche e gli inserti laterali neri. Bianchi i bordo manica e i grandi loghi Kappa sui fianchi. Anche su questa maglia sono ricamate sul retro del colletto le lettere "FFC" in bianco. I pantaloncini sono bianchi con i loghi della Kappa sui lati di colore nero. Arancioni i calzettoni con risvolto e rifiniture sul retro bianche. Come nel 2010-2011 e nel 2011-2012 c'è dell'oro nella terza maglia. Il colore dominante è il nero e l'elemento caratteristico della maglia è una banda diagonale bianca e oro che scende dalla spalla destra senza interruzioni, grazie alle ridotte dimensioni dello sponsor principale "FxPro", posizionato sotto lo scudetto, una soluzione sempre molto apprezzata. Anche il formato “standard” degli omini Kappa sulle maniche rispetta l'armonia della maglia. I pantaloncini neri sono gli stessi della prima divisa, mentre i calzettoni sono in tinta con risvolto bianco.
Per la stagione 2019/2020 la maglia è la classica bianca con le tre strisce Adidas solo sui fianchi. Per la divisa da trasferta si è tornati al rosso con strisce verticali nere e strisce bianche Adidas sulle spalle. I tifosi hanno sollevato qualche perplessità sul fatto che questa maglia è venduta a un prezzo più che doppio rispetto a un identico modello della casa di abbigliamento sportivo tedesca.. La terza divisa, utilizzata per la prima volta a stagione inoltrata nella trasferta contro il Luton Town del Boxing Day è un completo blu scuro.

### Simboli
La mascotte ufficiale del Fulham Football Club è Billy the badger (Billy il tasso): Billy è stato disegnato da Kyle Jackson ed è stato selezionato come mascotte durante un concorso online fra i tifosi della squadra londinese. Il numero di maglia indossato dalla mascotte (79) deriva dall'anno della fondazione della società.
Una polemica, è nata quando Billy ha cercato di rallegrare l'allenatore del Chelsea Avram Grant durante una partita in casa, davanti alle telecamere. In un'altra occasione, Billy è stato visto in televisione durante la gara interna contro l'Aston Villa, del 3 febbraio 2008, nel momento in cui si esibiva nella break-dance in un angolo del campo dopo che l'arbitro aveva incominciato la partita. L'arbitro che lo allontanò dal terreno di gioco, Chris Foy, ha ricevuto in seguito le scuse da parte della mascotte del Fulham.

## Strutture

### Stadio

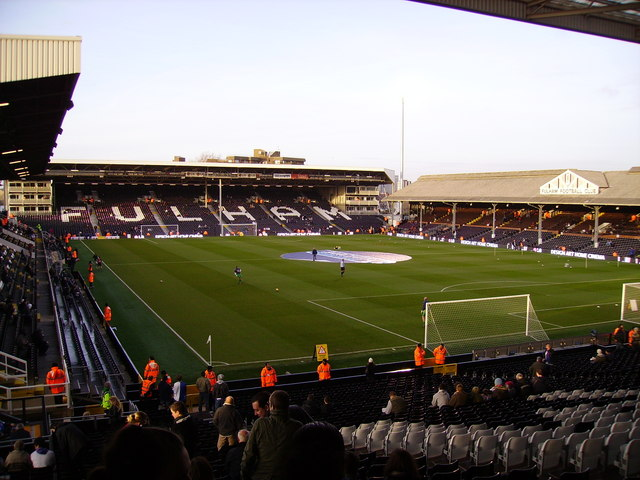
Veduta del Craven Cottage, impianto che ospita le partite del Fulham dal 1896

Il Craven Cottage è lo stadio in cui disputa le partite casalinghe il Fulham, dal 1896. È situato a Londra nel quartiere di Fulham in prossimità di Bishops Park sulle rive del fiume Tamigi. Lo stadio è stato ristrutturato e la sua capacità è aumentata fino ad arrivare ad ospitare 24.500 posti; fino a oggi la partita con il maggior numero di spettatori nella Premier League disputata al Craven Cottage è stata Fulham-Arsenal del 29 novembre 2006, terminata 2-1 per la squadra di casa, mentre il record assoluto di spettatori è invece datato 8 ottobre 1938 e si riferisce a un match di Division Two contro il Millwall.
L'impianto ha ospitato per circa quattro anni anche la squadra locale di rugby, il Fulham Rugby League, e ospita occasionalmente partite di squadre nazionali di rugby; inoltre, la struttura ha ospitato la finale della Champions League femminile 2011.
Nel 2019 sono iniziati i lavori di ammodernamento della Riverside Stand che hanno dotato la tribuna posta sul lato del Tamigi di attività commerciali e maggiore capienza (per un totale di quasi 30.000 posti per l'intero impianto) con apertura definitiva prevista per il 2023.

## Società

### Organigramma

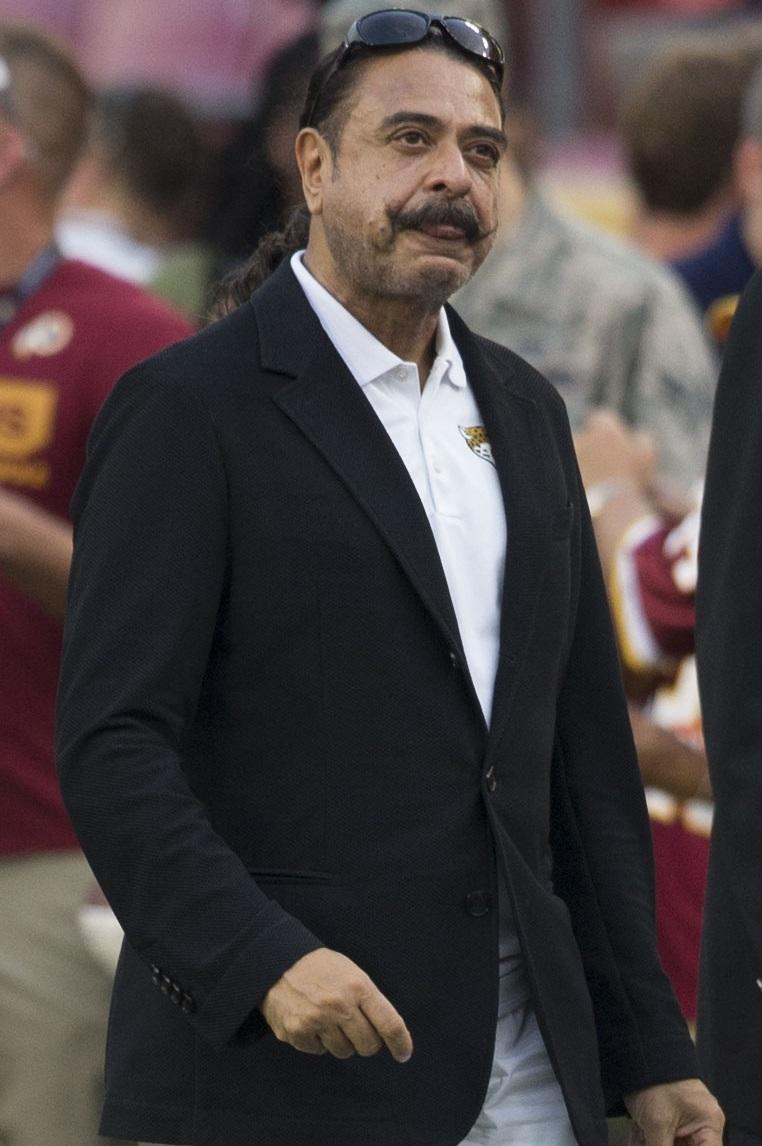
Shahid Khan, proprietario del Fulham dal 2013

Il Fulham è di proprietà di Shahid Khan dal 12 luglio 2013, quando completò l'acquisto da Mohamed Al-Fayed per una somma di 150-200.000.000 £.
Durante gli anni della sua proprietà, Al-Fayed aveva fornito la società con 187.000.000 £ in prestiti senza interessi. Nel marzo 2011 il Fulham aveva registrato perdite annuali di 16.900.000 £, e Al-Fayed dichiarò che avrebbe continuato a dare fondi a disposizione per raggiungere i nostri obiettivi sia dentro sia fuori dal campo, e che il continuo successo del Fulham e la sua eventuale autosufficienza finanziaria è la mia priorità.

### Sponsor
Il Fulham ha inserito il primo sponsor sulla maglia nel 1984, pubblicizzando la birra scozzese William Younger. Il primo sponsor tecnico, invece, è stato la Umbro, nel 1974.
| Sponsor ufficiale - 1984-1985: William Younger - 1985-1987: Prestige Travel - 1987: non presente - gennaio 1988: Emirates - 1988-1991: TeleConnect - 1991-1993: non presente - 1993-1998: GMB - 1998-2001: Demon Internet - 2001-2002: Pizza Hut - 2002-2003: Betfair.com - 2003-2005: dabs.com - 2005-2007: Pipex - 2007-2010: LG - 2010-2013: FxPro - 2013-2015: Marathonbet - 2015-2017: VisitFlorida - 2017-2018: Grosvenor Casinos - 2018-2020: DafaBet - 2020-2021: BetVictor - 2021-2022: World Mobile - 2022-2023: W88 - 2023- : Sbotop | Sponsor tecnico - 1974-1977: Umbro - 1977-1981: Adidas - 1981-1984: Osca - 1984-1987: Umbro - 1987-1990: Scoreline - 1990-1992: Ribero - 1992-1993: DMF Sportswear - 1993-1996: Vandanel - 1996-1997: Le Coq Sportif - 1997-2003: Adidas - 2003-2006: Puma - 2006-2007: Airness - 2007-2010: Nike - 2010-2013: Kappa - 2013-oggi: Adidas |

### Settore giovanile
Dal settore giovanile del club sono usciti molti grandi giocatori inglesi, tra cui Johnny Haynes, George Cohen, Bobby Robson, Rodney Marsh e Alan Mullery.

## Calciatori
Tra i suoi ex giocatori più rappresentativi si ricordano il campione del mondo George Cohen, che fece parte della Nazionale inglese vincitrice del campionato del mondo 1966, il grande George Best, Pallone d'oro 1968, Bobby Robson, Johnny Haynes e Bobby Moore.

### Vincitori di titoli
Campioni del mondo
- George Cohen (Inghilterra 1966)

## Palmarès

### Competizioni nazionali
- Campionato inglese di seconda divisione: 3

1948-1949, 2000-2001, 2021-2022
- Football League One: 2

1931-1932, 1998-1999
- Southern Football League: 2

1905-1906, 1906-1907
- Southern Football League Second Division: 2

1901-1902, 1902-1903

### Competizioni regionali
- West London Cup: 1

1885-1886
- London Challenge Cup: 1

1909-1910

### Competizioni internazionali
- Coppa Intertoto UEFA: 1  (record inglese condiviso con West Ham, Aston Villa e Newcastle)

2002

## Statistiche e record

### Statistiche di squadra

#### Partecipazioni ai campionati
Alla stagione 2022-2023 il club ha partecipato ai seguenti campionati nazionali:
| Livello | Categoria       | Partecipazioni | Debutto   | Ultima stagione | Totale |
| ------- | --------------- | -------------- | --------- | --------------- | ------ |
| 1º      | First Division  | 12             | 1949-1950 | 1967-1968       | 29     |
| 1º      | Premier League  | 17             | 2001-2002 | 2023-2024       | 29     |
| 2º      | Second Division | 48             | 1907-1908 | 1985-1986       | 56     |
| 2º      | First Division  | 2              | 1999-2000 | 2000-2001       | 56     |
| 2º      | Championship    | 6              | 2014-2015 | 2021-2022       | 56     |
| 3º      | Third Division  | 14             | 1928-1929 | 1991-1992       | 18     |
| 3º      | Second Division | 4              | 1992-1993 | 1998-1999       | 18     |
| 4º      | Third Division  | 3              | 1994-1995 | 1996-1996       | 3      |

#### Partecipazioni alle competizioni internazionali
Tabella aggiornata alla fine della stagione 2022-2023.
| Competizione               | Trofeo | Debutto   | Ultima stagione | Miglior risultato | Partecipazioni | G  | V  | N  | P | RF | RS |
| -------------------------- | ------ | --------- | --------------- | ----------------- | -------------- | -- | -- | -- | - | -- | -- |
| Coppa UEFA / Europa League |        | 2002-2003 | 2011-2012       | Finale            | 3              | 39 | 21 | 10 | 8 | 64 | 31 |
| Coppa Intertoto UEFA       |        | 2003      | 2003            | Vincitore         | 1              | 8  | 4  | 4  | 0 | 11 | 5  |

### Statistiche individuali
Di seguito la top 10 di primatisti di presenze e reti con la maglia del Fulham in tutte le competizioni ufficiali. In grassetto i giocatori ancora attivi con la maglia del club.
Statistiche aggiornate al 19 agosto 2023.
| Record di presenze - 658 Johnny Haynes (1952-1970) - 511 Eddie Lowe (1950-1963) - 491 Les Barrett (1965-1977) - 467 John Marshall (1982-1997) - 459 Frank Penn (1915-1934) - 459 George Cohen (1956-1969) - 455 Gordon Davies (1978-1984, 1986-1991) - 434 Len Oliver (????) - 430 Jim Stannard (1980-1984, 1987-1995) - 427 Les Strong (1972-1983) | Record di reti - 178 Gordon Davies (1978-1984, 1986-1991) - 158 Johnny Haynes (1952-1970) - 154 Bedford Jezzard (1948-1957) - 151 Jim Hammond (1928-1938) - 134 Graham Leggat (1958-1966) - 126 Arthur Stevens (1941-1959) - 111 Aleksandar Mitrovic (2017-2023) - 108 Steave Earle (1963-1974) - 97 Maurice Cook (1958-1965) - 90 Les Barrett (1965-1977) |

## Tifoseria

### Rivalità

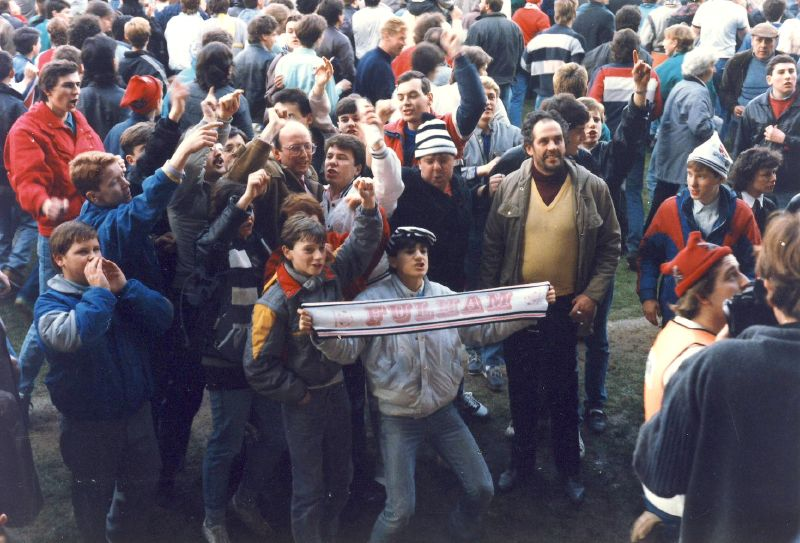
Tifosi del Fulham nel 1987

Il principale avversario è identificato nel Chelsea, soprattutto per motivi di vicinanza di sede. Lo Stamford Bridge, stadio dei blues, si trova a pochi minuti di mezzi pubblici da Craven Cottage: la rivalità tra i due club dà origine a un derby molto acceso, uno dei West London Derby, anche se i tifosi del Chelsea non sembrano ricambiare più di tanto. I sostenitori dei blues, infatti, non nutrono particolari avversioni per nessuna squadra di West London e concentrano le loro antipatie verso Arsenal, Tottenham Hotspur, Manchester United e Leeds United, Il Fulham, al contrario, vive rivalità con le altre squadre dell'ovest di Londra, come il Queens Park Rangers e il Brentford, comunque abbastanza attenuate a causa della differenza di categoria degli ultimi anni. Nel 2020 si è riaccesa la competizione con i The Bees incontrati tre volte in quattro mesi nel 2020 in incontri di peso, tra cui la finale dei playoff di Championship e gli ottavi di finale di Carabao Cup.
Altre avversioni del Fulham sono verso il West Ham United, il Crystal Palace, il Charlton Athletic, il Tottenham Hotspur e l'Arsenal (i tifosi di queste ultime due squadre sono i protagonisti di una delle maggiori rivalità di tutta l'Inghilterra). Fuori di Londra non ci sono squadre con analoga inimicizia, anche se il Blackburn Rovers e il Fulham hanno disputato alcune gare molto accese: le due società ebbero a scontrarsi per il titolo di First Division (Serie B inglese) del 2001. Il Fulham sopravanzò comunque i Rovers di 10 punti. Un'ulteriore tensione sembra esserci anche nei confronti del Gillingham, squadra di una cittadina del Kent, che è stata causa di scontri tra tifoserie con una vittima deceduta nel 1998.
Negli ultimi anni, infine, si è accesa una certa rivalità con i gallesi del Cardiff City. Nella stagione 2017/18 le squadre avevano lottato per la promozione diretta in Premier League. La stagione successiva furono poi entrambe nuovamente retrocesse in Championship ma la sconfitta al Craven Cottage contro un Fulham già matematicamente condannato sancì identica sorte per il Cardiff. I tifosi londinesi cantarono più volte "you're going down with the Fulham, down with the Fulham...". Nella semifinale playoff 2019-2020 di Championship, le due squadre si sono affrontate senza pubblico a causa dell'emergenza Covid-19 (vittoria del Fulham nel doppio confronto 0-2 2-1).

## Organico

### Rosa 2025-2026
Rosa aggiornata al 20 agosto 2025.
| N. |                        | Ruolo | Calciatore             |
| -- | ---------------------- | ----- | ---------------------- |
| 1  | Germania (bandiera)    | P     | Bernd Leno             |
| 2  | Paesi Bassi (bandiera) | D     | Kenny Tete             |
| 3  | Nigeria (bandiera)     | D     | Calvin Bassey          |
| 5  | Danimarca (bandiera)   | D     | Joachim Andersen       |
| 6  | Inghilterra (bandiera) | C     | Harrison Reed          |
| 7  | Messico (bandiera)     | A     | Raúl Jiménez           |
| 8  | Galles (bandiera)      | C     | Harry Wilson           |
| 9  | Brasile (bandiera)     | A     | Rodrigo Muniz          |
| 10 | Scozia (bandiera)      | C     | Tom Cairney (capitano) |
| 11 | Spagna (bandiera)      | C     | Adama Traoré           |
| 15 | Spagna (bandiera)      | D     | Jorge Cuenca           |
| 16 | Norvegia (bandiera)    | C     | Sander Berge           |

| N. |                        | Ruolo | Calciatore       |
| -- | ---------------------- | ----- | ---------------- |
| 17 | Nigeria (bandiera)     | C     | Alex Iwobi       |
| 18 | Brasile (bandiera)     | A     | Andreas Pereira  |
| 20 | Serbia (bandiera)      | C     | Saša Lukić       |
| 21 | Belgio (bandiera)      | D     | Timothy Castagne |
| 24 | Inghilterra (bandiera) | C     | Joshua King      |
| 23 | Germania (bandiera)    | P     | Steven Benda     |
| 30 | Inghilterra (bandiera) | D     | Ryan Sessegnon   |
| 31 | Francia (bandiera)     | D     | Issa Diop        |
| 32 | Inghilterra (bandiera) | C     | Emile Smith Rowe |
| 33 | Stati Uniti (bandiera) | D     | Antonee Robinson |
|    | Brasile (bandiera)     | C     | Willian          |
|    | Francia (bandiera)     | P     | Benjamin Lecomte |

### Staff tecnico
Dal sito Internet ufficiale della società.
Area tecnica
- Marco Silva – Allenatore
- Antonios Lemonakis – Vice allenatore
- Goncalo Pedro – Vice allenatore
- Goncalo Santos – Vice allenatore
- Fernando Ferreira – Preparatore dei portieri
- Bruno Mendes – Performance Manager
- Colin Omogbehin – Team Manager
- Alastair Harris – Capo Scienze dello sport
- Nigel Sellars – Medico sociale

Academy e settore giovanile
- Michael Cave – Direttore del settore giovanile
- Huw Jennings – Responsabile delle Relazioni Internazionali & Scouting
- Steve Wigley – Capo degli Allenatore Academy